# Державна премія УРСР імені Тараса Шевченка — лауреати 1978 року
Державні премії УРСР імені Тараса Шевченка в галузі літератури, журналістики, мистецтва і архітектури 1978 року були присуджені спільною Постановою Центрального Комітету Компартії України і Ради Міністрів Української РСР № 146 від 6 березня 1978 р. за поданням Комітету по Державних преміях Української РСР імені Т. Г. Шевченка.

## Список лауреатів
| Галузь                                                | Лауреат | Обґрунтування |
| ----------------------------------------------------- | --- | --- |
| Література                                            | Земляк Василь Сидорович (посмертно) | за романи «Лебедина зграя», «Зелені Млини».                                                                         |
| Теорія та історія літератури, мистецтва і архітектури | Шамота Микола Захарович | за монографію «Гуманізм і соціалістичний реалізм».                                                                  |
| Образотворче мистецтво                                | Борисенко Валентин Назарович — скульптор Консулов Анатолій Дмитрович — архітектор | за пам'ятник бійцям Першої кінної армії в смт. Олесько Буського району Львівської області.                          |
| Образотворче мистецтво                                | Чернявський Георгій Георгійович | за серію живописних творів «По ленінських місцях», «Ульянови на Україні» і цикл індустріальних пейзажів України.    |
| Оперно-театральне мистецтво                           | Данькевич Костянтин Федорович — композитор Варивода Петро Семенович — диригент-постановник Ареф'єв Анатолій Васильович — хужожник Кіосе Василь Васильович — хормейстер Виконавці провідних ролей: Даньшин Анатолій Андрійович Суржина Нонна Андріївна Український Микола Олексійович | за оперу «Богдан Хмельницький» (нова редакція) у Дніпропетровському державному театрі опери та балету.              |
| Оперно-театральне мистецтво                           | Зарудний Микола Якович — автор п'єси Данченко Сергій Володимирович — режисер-постановник Кипріян Мирон Володимирович — художник-постановник Виконавці провідних ролей: Доценко Надія Петрівна Максименко Володимир Григорович Стригун Федір Миколайович                              | за виставу «Тил» у Львівському державному академічному українському драматичному театрі імені М. К. Заньковецької.  |
| Кінематографія                                        | Малишевський Ігор Юрійович — автор сценарію та дикторських текстів Грабовський Ігор Авксентійович — автор сценарію і режисер Шевченко Володимир Микитович — режисер | за кінотрилогію «Радянська Україна. Роки боротьби й перемог» Української студії хронікально-документальних фільмів. |
| Архітектура                                           | Архітектори: Афзаметдинова Санія Юнусівна Юдін Віталій Леонтійович Биков Ернест Миколайович — головний конструктор проекту | за створення Кримського обласного музично-драматичного театру в місті Сімферополі                                   |